# Helmut Taudte
Helmut Taudte (* 26. September 1954 in Liebstedt) ist ein ehemaliger deutscher Bahnradsportler und ehemaliger Radsporttrainer.

## Sportliche Laufbahn
Helmut Taudte stammt aus Weimar und startete zunächst für die BSG Motor Weimar, seit dem Sommer 1970 für den SC Turbine Erfurt. Bereits als Jugendlicher war er auf der Bahn und der Straße gleichermaßen erfolgreich, was durch seine Siege im 1000-Meter-Zeitfahren bzw. Mannschaftszeitfahren auf der Straße bei der Kinder- und Jugendspartakiade unterstrichen wurde. Einen ersten Titel gewann er 1970 im Straßenrennen der Bestenermittlung der BSG-Sportler  in der Jugendklasse B. Auch sein Erfolg bei der Junioren-Rundfahrt in Cottbus 1972 belegte seine Qualitäten als guter Straßenfahrer. Dennoch legte er im Männerbereich seine Priorität auf den Bahnradsport.
1975 wurde er mit der Mannschaft seines Vereins DDR-Vizemeister im Mannschaftszeitfahren. 1978 wurde er Zweiter der DDR-Winterbahnmeisterschaft und  1975 sowie 1979 DDR-Meister im Zweier-Mannschaftsfahren, mehrfach belegte er zudem Podiumsplätze. Zum Ende seiner Laufbahn startete er auch bei Steherrennen auf der Bahn im Erfurter Andreasried.

## Berufliches
Helmut Taudte arbeitete beim Bund Deutscher Radfahrer als Trainer der Junioren für die Ausdauerdisziplinen im Bahnradsport. Zum Ende des Jahres 2018 ging er in den Ruhestand.